# 隆格恩
隆格恩（發音：[ˈlʊŋərn] ⓘ；又译龙疆）是瑞士上瓦爾登州的市鎮，面积46.47平方千米，2018年12月31日人口为2,119人。。隆格恩湖位處其中。隆格恩存在的第一個文件證明在1275年，那是對德國的康斯坦茨主教教區的稅項證記。

## 地理
隆格恩位于上瓦尔登州的上部。村中心海拔712米。火车站海拔752米。作为萨尔纳拉山谷最高的村庄，它位于一个只向北开放的盆地中，另一边被陡峭的树木繁茂的斜坡和岩石包围。该市占地4,647 公顷，其中草地和牧场1,775 公顷，花园和腐殖土覆盖地463 公顷，森林2,022公顷，建筑区17公顷，交通区80公顷，水体208公顷，未使用土地81公顷。
村庄分为三个区。凯撒施图尔-比尔格伦位于湖的北端，临近山丘，而实际的村落中心则位于湖的东岸。奥布湖（Obsee）村毗邻湖的南岸，可以说是老村庄保存最完好的部分。这里的老房子仍保持着原来的格局。

## 历史
隆格恩最早的文献记载见于 1275年康斯坦茨教区的税卷。中石器时代、青铜时代和罗马时期的零星发现提供了史前定居和穿越布吕尼格山口路线的证据。1987年，在隆格恩罗马之路沿线进行钻探时发现了公元前 1000年的碎片。在进一步挖掘过程中，发现了一把用岩石晶体制成的刀，其年代约为公元前 6000年。
- 1275：隆格恩的第一份文献证据
- 1861：修建布吕尼格老路
- 1886：第一辆驿车经过布吕尼格
- 1888：最后一班驿车经过布吕尼格
- 1888：布里恩茨至阿尔普纳赫施塔德（英语：Alpnachstad）公路通车
- 1887：埃巴赫洪水泛滥，老教堂被洪水冲走
- 1893：新哥特式教堂落成典礼
- 1922：修建发电站
- 1942：布吕尼格山口上的电气化铁路
- 1960：隆格恩-舍恩比埃尔架空索道

### 降低隆格恩湖的水位并重新筑坝
18世纪末，隆格恩本地人决定降低湖面以开垦新土地。这项工程将村里的居民分为两派，即 "diä Nasse（潮湿派）” 和 diä Trochenä（干燥派）"。对一些人来说是乌托邦式的不切实际的想法，对另一些人来说却是改善生活条件的必要之举。
测量结果表明，将湖面降低35米可以获得约 180公顷的牧场，于是为州政府起草了必要的报告。实际施工始于 1790年。政治动荡、资金短缺和宗教紧张局势延误了整个工程。1836年 1月 9日，最后一次爆破在 410米长的运河上进行，运河穿过比尔格伦（Bürglen）附近封闭湖盆北端的岩石。这使得湖面下降了35 米，并获得了新的牧场。
近一个世纪后，卢塞恩的瑞士中部发电厂（CKW）用土壤、现有房屋和一座小型锯木厂买下了整个湖泊。当时，湖底大约有十二间房子。在隆格恩镇，几座保存完好的房屋被拆除并重建。为了运营隆格恩湖的发电厂，CKW于1922年再次筑坝，并于1926年再次提高水位。自1982年以来，上瓦尔登发电厂（EWO）一直在运营隆格恩湖发电厂。

## 徽章
最初，隆格恩有一件蓝色的徽章，上面有一个银白色的直臂十字架。19日早些时候。在19世纪，旧的纹章被认为非常简单，因此决定在米兰订购一件新的纹章（Mailänderli）。一位米兰艺术家设计了一种幻想武器，但没有提及隆格恩。1952年，在迈恩镇，隆格恩决定再次使用旧徽章为市政徽章。

## 人口
18世纪，尽管婴儿死亡率很高，但人口增长强劲。1743年至1900年间，居民人数增长了约110%。在接下来的十年里，人口减少。原因是缺乏就业机会，导致移民到瑞士其他地区或海外。1910年至1950年间，第二个增长阶段随之而来（+10.7%）。此后，由于远离大都市的僻静位置，直到1990年才出现停滞。自那时起，人口增长了15.01%，即279人。

### 语言
几乎所有人口都说上瓦尔登德语，这是瑞士德语中一种高地阿勒曼尼语方言。在2000年的人口普查中，德语人口占94.8%，阿尔巴尼亚语占2.2%，法语占0.7%，葡萄牙语和塞尔维亚-克罗地亚语占0.5%，意大利语占0.3%。

### 宗教
该市镇人口以前是罗马天主教会的正式成员。2000年代的忏悔关系仍然揭示了这一原始结构：1,634人是天主教徒（83.16%）。新教徒占7.99%，其他基督徒占1.02%（主要是东正教基督徒），穆斯林占2.24%，无宗教占2.19%。63人（3.21%）没有提供任何关于其信仰的信息。来自其他会众和国外的再循环和移民导致了隆格恩其他教派团体的增加。

### 国籍来源
| 籍贯           | 比例  |
| -------------- | ----- |
| 市镇本地       | 54.3% |
| 瑞士（非本地） | 35.0% |
| 外国           | 10.7% |

根据BFS的数据，截至2021年底，2,082名居民是1,860名瑞士国民（89.33%）。大多数移民来自中欧（德国和奥地利）、南欧（意大利、葡萄牙和西班牙）、前南斯拉夫（北马其顿和塞尔维亚）和非洲（厄立特里亚）。最大的移民群体来自德国（74人）、葡萄牙（27人）、奥地利（18人）和厄立特里亚（16人）。在2000年的人口普查中，1,827人（92.98%）是瑞士公民；33人拥有双重国籍。

### 年龄结构
该市中年居民比例很高。20岁以下人口占当地人口的20.28%，老年人占28.73%（60岁及以上）。最大的年龄组在45-59岁之间。100名工作适龄人员（20-64岁；1223人）中包括35名年轻人（430人）和38名接近退休年龄人员（467人）。

## 经济
在经济方面，农业、林业和木材占主导地位。例如，Holzbau AG Lungern建筑公司（成立于1926年，运营至1983年）在上瓦尔登以外交付了许多建筑。自20世纪20年代以来，该村也有雕塑的传统，这在隆格恩公墓的众多坟墓纪念碑中也很明显。此外，隆格恩还有几家专业公司，如Gasser-Felstechnik和Westiform Holding。
2008年，隆格恩有146家公司，员工1036人。13.5%的隆格恩员工在农业/林业/渔业（第一产业）工作，46.4%在工商业（第二产业），40.1%在服务企业（第三产业）工作。2011年的失业率为0.68%。
2017年，1161名员工中有776名是男性，385名是女性。这三个产业的数字如下：
| 产业     | 控股公司 | 员工数量 | 全职工作 |
| -------- | -------- | -------- | -------- |
| 第一产业 | 54       | 142      | 88       |
| 第二产业 | 40       | 677      | 596      |
| 第三产业 | 83       | 342      | 217      |
| 总和     | 177      | 1161     | 901      |

### 农业
阿尔卑斯山、森林和花园部分的权利、义务和利益一直受到“Einig”（投掷规定）和《森林条例》的规范。夏季阿尔卑斯山的管理一直具有重要意义，因为山谷和山坡上的财产不足以全年饲养牲畜。当干草被运到山谷里，谷仓里装满了过冬的物资时，农民们带着他们的奶牛和牛群搬到了阿尔卑斯山。前阿尔卑斯山大约在6月初被砍伐，几周后，从阿尔卑斯山移动到高阿尔卑斯山，并在8月中旬回到前阿尔卑斯山并返回山谷。

## 交通
4号主干道（布吕尼格街道）将隆格恩与邻近的吉斯维尔市连接起来，并通过布吕尼格山口与伯尔尼高地的迈林根连接起来。隆格恩绕行隧道经过六年的建设，于2012年12月投入运营，缓解了村庄的直通交通。
隆格恩可以通过中央铁路（前身为布吕尼格铁路）到达。有两个站点——凯撒施图尔站和隆格恩站。在村庄上方的前凯佩里站，火车不再停靠。对于通往布吕尼格山口以及从凯撒施图尔-比尔格伦到吉斯维尔的下降路线，铁路使用了齿轮支撑。

## 文化

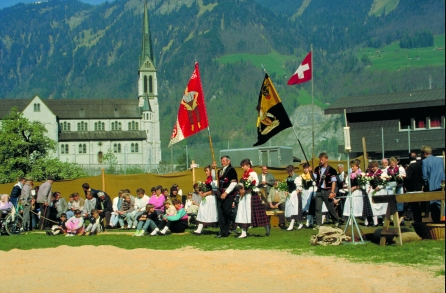
隆格恩的传统聚会

- 隆格恩-舍恩比埃尔全景世界，海拔2205米的山区观景点
- 布吕尼格室内地下射击场。[14]
- 布吕尼格公园，集会场所[15]

韩剧《爱的迫降》使隆格恩在20世纪20年代初成为亚洲游客的热点。

## 建筑

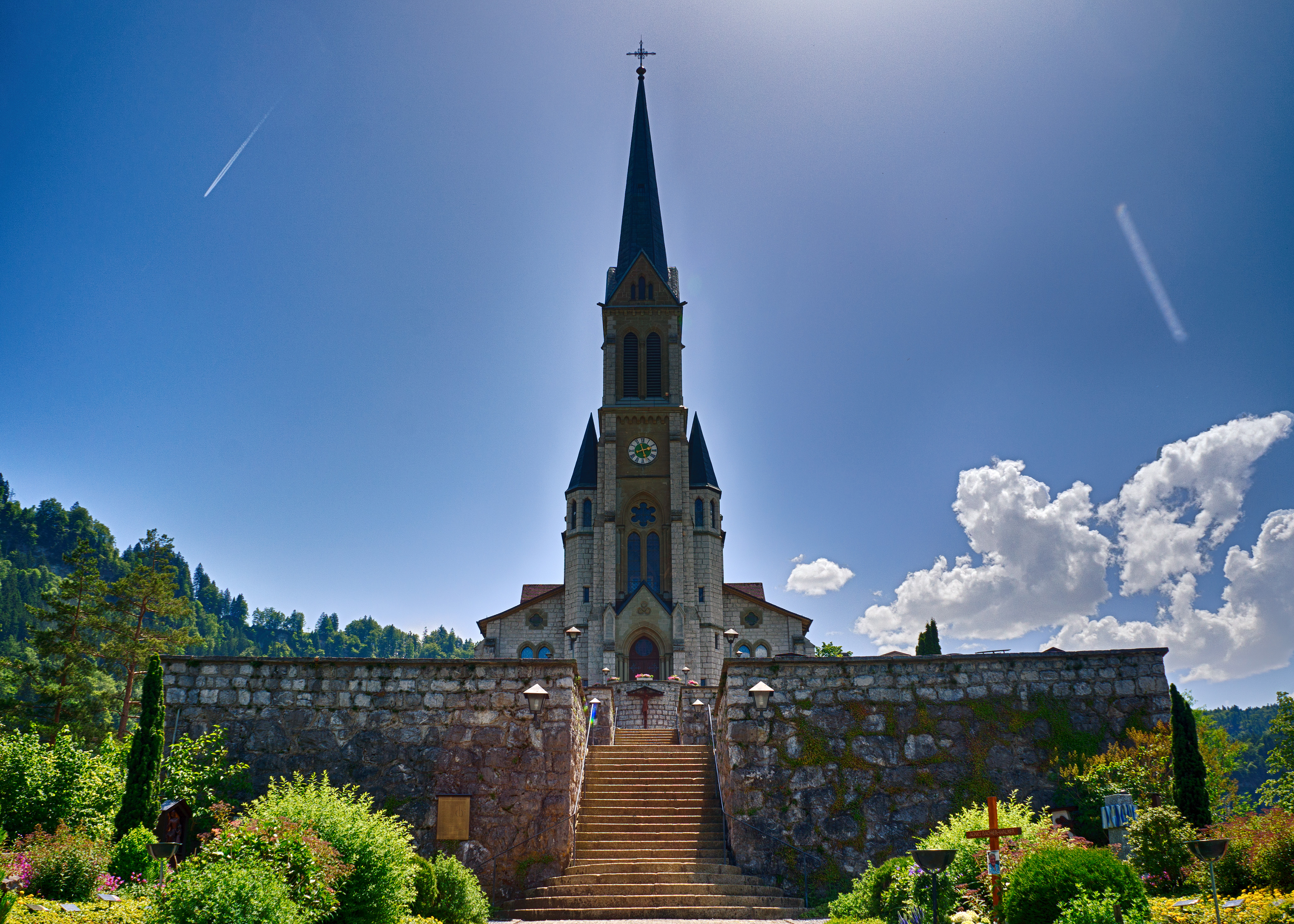
带着阶梯型墓地的耶稣圣心教区教堂

圣凯瑟琳旧教区教堂在19世纪80年代遭受了一系列艾巴赫洪水的袭击。1887年的洪水非常严重，除了塔楼外，整个教堂和纳骨堂都被冲走了。这座晚期罗马式塔楼由碎石制成，由树轮年代学追溯到1389年，自1991年以来一直被列入保护名录。
新教堂是由阿尔萨斯的建筑师约瑟夫·图金格设计的。它以新哥特式风格建造，就像一座大教堂。建造于1891-93年。这座新教堂于1893年万圣节由教堂主教约翰·费德里斯·巴塔利亚揭幕，以纪念耶稣圣心、圣凯瑟琳和圣贝阿图斯。
在圣凯瑟琳旧教区教堂旁边的前纳骨堂里，有一幅1621年左右的死亡之舞画，可能有八对舞蹈（教皇、红衣主教、主教、牧师、皇帝、国王、骑士、农民），一直到1887年。以前关于死亡形象的独白被保留了下来。

## 名人
- 贝阿特·加塞尔（1892–1969），雕塑家和木雕师
- 汉斯·加塞尔（1902-1985），国会委员、州议会委员和企业家
- 汉斯-海尼·加塞尔（1932–2022），州议会委员，土木工程师，跳台滑雪的先驱
- 阿尔贝特·加塞尔（1938-），神学家和教会历史学家
- 卡尔·伊姆菲尔德（1953-），雕塑家
- 卡尔·福格勒（1969-），国会委员兼律师
- 卢克·加塞尔（1966-），电影制作人、雕塑家、画家、音乐家、演员和作家

## 外部連結
- 官方網站 （页面存档备份，存于）